# أولاد الزياني (رياح)
أولاد الزياني هو دُوَّار يقع بجماعة رياح، إقليم برشيد، جهة الدار البيضاء سطات في المملكة المغربية. ينتمي الدوّار لمشيخة رياح التي تضم 25 دوار. يقدر عدد سكانه بـ 913 نسمة حسب الإحصاء الرسمي للسكان والسكنى لسنة 2004.

## روابط خارجية
- البوابة الوطنية للجماعات الترابية
- المندوبية السامية للتخطيط